# Charílaos Mitrélias
Charílaos Mitrélias (en grec moderne : Χαρίλαος Μητρέλιας) est né en 1897 à Lesbos et mort le 16 mai 1988 à Athènes, en Grèce. C'est un juriste et un homme politique grec, qui a notamment exercé les fonctions de président du Conseil d'État (1961-1966) et de vice-Premier ministre (8 octobre – 25 novembre 1973).